# Karcsa (vattendrag)
Karcsa (ungerska) eller Krčava (slovakiska) var ett vattendrag i nuvarande sydöstra Slovakien och nordöstra Ungern. För mellan 10 200 och cirka 7 500–6 000 år sedan följde floden Tisza det som sedan skulle bli Karcsas flodbädd. Området runt floden dränerades i slutet av 1800-talet och stora delar av flodbädden torrlades. Två avsnitt är fortfarande vattenfyllda. Vattennivån i dem regleras av kanalerna Felsőberecki-főcsatorna (slovakiska: Hornoberecký kanál), som förbinder Karcsa med Bodrog, och Karcsa-csatorna, som via Tiszakarádi-főcsatorna når Tisza.